# دير حسن
دير حسن قرية سوريّة تتبع إداريّاً لمحافظة حلب منطقة عفرين ناحية مركز بلبل، بلغ تعداد سكانها 596 نسمة حسب التعداد السكاني لعام 2004.